# سید احمد بلقدروسی
سید احمد بلقدروسی (به عربی: سيد أحمد بلقدروسي) (۲۰ دسامبر ۱۹۵۰ – ۱۳ اوت ۲۰۲۴) بازیکن فوتبال اهل الجزایر بود.
از باشگاه‌هایی که در آن بازی کرده‌ بود می‌توان به باشگاه فوتبال مولودیه وهران اشاره کرد.
وی همچنین در تیم ملی فوتبال الجزایر بازی کرده‌ بود. بلقدروسی در مسابقات بین‌المللی در مجموع برندهٔ ۱ مدال طلا شد.